# 唐·柯基斯
唐纳德·R·柯基斯（英語：Donald R. Kojis，1939年1月15日—2021年11月19日），美国NBA联盟前职业篮球运动员。他在1961年的NBA选秀中第2轮第21顺位被芝加哥包装工选中。